# Fırat Albayram
Fırat Albayram (* 11. Januar 1985 in Aydın) ist ein türkischer Schauspieler, Fernsehmoderator und Webvideoproduzent.

## Leben und Karriere
Albayram wurde am 11. Januar 1985 in Aydın geboren. Er besuchte die İzmir Bornova Anadolu Lisesi. Danach studierte Albayram an der Haliç Üniversitesi. Sein Debüt gab er 2008 in der Fernsehserie Adanalı. Anschließend war er 2012 in der Serie Suskunlar zu sehen. Von 2013 bis 2014 spielte er in der Serie Merhamet mit. Zwischen 2014 und 2015 trat er in  Kaçak Gelinler auf.
Am 23. Juli 2016 heiratete er die türkische Schauspielerin Ceyda Kasabalı. Im selben Jahr erstellte sie mit ihren Ehemann ein Youtube-Kanal namens „Noluyo Ya¿“.

## Filmografie
Filme
- 2012: Rakı Masası
- 2013: 10. Köy Teyatora
- 2014: O Rüzgâr
- 2016: Biz Size Döneriz
- 2019: Hababam Sınıfı Yeniden
- 2020: Bize Müsaade
- 2021: Hababam Sınıfı Yaz Oyunları
- 2024: Kardeş takımı

Serien
- 2008–2010: Adanalı
- 2011: Kayıp Aranıyor
- 2011: Sen de Gitme
- 2012: Suskunlar
- 2013–2014: Merhamet
- 2014–2015: Kaçak Gelinler
- 2015: Fabrika Kızı
- 2015: Mutlu Ol Yeter
- 2015–2016: Baba Candır
- 2017–2018: Savaşçı
- 2021: Tozkoparan İskender